# Lazos de amor
Lazos de amor es una telenovela mexicana producida para Televisa por la productora Carla Estrada.
Protagonizada por Lucero y Luis José Santander, con la actuación estelar de Otto Sirgo y Juan Manuel Bernal, Marga López y Silvia Derbez y Guillermo Murray.

## Sinopsis
María Guadalupe, María Fernanda y María Paula son tres hermanas trillizas que viajan con sus padres a la casa de campo de la familia cuando una discusión provocada por María Paula (caprichosa desde niña) hace que el padre de las hermanas pierda el control del auto donde viajaban, volcándose por una barranca. El auto queda varado a las orillas de un río, María Guadalupe cae y es arrastrada y alejada por la corriente donde es encontrada por Ana Salas una mujer que acaba de sufrir la pérdida de su madre, Ana lleva a María Guadalupe a su casa donde la cura y la duerme, entonces se encarga de investigar sobre su aparición en el río. 
Ana descubre que es hija de una pareja que murió en el accidente, es entonces que decide quedarse con la niña aprovechándose que esta la reconoce como su madre y no recuerda nada acerca de sus padres y hermanas, aunque Ana sabe que la niña puede tener una familia que la estará buscando, no quiere quedarse sola. Mercedes Iturbe una mujer millonaria, la abuela de las hermanas, viaja al pueblo a reconocer los cuerpos de su hija y yerno, entonces le informan la desaparición de María Guadalupe. En México, Mercedes cuida a María Paula y María Fernanda y lleva con varios médicos a María Fernanda que quedó ciega luego del accidente y también empieza la búsqueda de María Guadalupe.
Años más tarde, María Guadalupe vive en el pueblo feliz a lado de su madre Ana a quien quiere como a nadie, mientras que su abuela Mercedes que ha estado buscándola incansablemente no ha logrado encontrarla, entonces Gerardo Sandoval (interés amoroso de María Fernanda) se ofrece a ir al pueblo a buscar e investigar de María Guadalupe, Ana se da cuenta y temerosa pone de pretexto que se encuentra enferma para lograr que su hija se vaya con ella a la capital, una vez allá las dos son ayudadas por Nicolás un joven taxista que las lleva a la pensión propiedad de su abuela Milagros. Mientras tanto Mercedes junto a Eduardo, hermano del padre de las trillizas, se han encargado de criar a María Paula y María Fernanda y Mercedes empieza a darse por vencida en la búsqueda de su nieta María Guadalupe, María Paula es una mujer caprichosa mimada y ambiciosa a diferencia de su hermana María Fernanda que resulta ser la más dulce y sensible de las tres.
Ana descubre que Mercedes vive en México y Nicolás averigua la verdad después de que él y su abuela se dan cuenta del secreto de Ana leyendo los periódicos de la desaparición de María Guadalupe tras quedar dispersos en un robo en la vecindad donde habitaban, entonces jura a Ana guardar el secreto por miedo a que su hija la descubra y la desprecie. María Paula se entera primero en su familia que su hermana está en México pero su carácter la hace pensar que su tío Eduardo, por quien tiene un amor enfermizo, la dejará de querer si aparece María Guadalupe (además de ser tan ambiciosa y de no querer compartir su herencia con otra persona), por eso se encarga de mantenerla lejos de su familia aunque nada ni nadie podrá evitar que las tres hermanas vuelvan a reunirse los Lazos de Amor.

## Elenco
- Lucero - María Guadalupe Salas / María Paula Rivas Iturbe / María Fernanda Rivas Iturbe
- Luis José Santander - Nicolás Miranda
- Marga López - Mercedes de Iturbe
- Maty Huitrón - Ana Salas
- Mónica Miguel - Soledad "Chole"
- Felicia Mercado - Nancy Balboa
- Orlando Miguel - Osvaldo Larrea
- Guillermo Murray - Alejandro Molina
- Ana Luisa Peluffo - Aurora Campos
- Otto Sirgo - Eduardo Rivas
- Juan Manuel Bernal - Gerardo Sandoval
- Bárbara Córcega - Flor
- Crystal - Soledad Jiménez
- Nerina Ferrer - Irene
- Mariana Karr - Susana Ferreira
- Verónica Merchant - Virginia Altamirano
- Alejandra Peniche - Julieta
- Fabián Robles - Genovevo "Geno" Ramos
- Angélica Vale - Tere
- Luis Bayardo - Edmundo Sandoval
- Demián Bichir - Valente Segura
- Guillermo Zarur - Profesor Mariano López
- Erik Rubín - Carlos León
- Guillermo Aguilar - Pablo Altamirano
- Emma Teresa Armendáriz - Felisa
- Enrique Becker - Sergio
- Rosenda Bernal - Sonia
- Víctor Carpinteiro - Javier
- Juan Carlos Colombo - Samuel Levy
- Luis de Icaza - Gordo
- Arturo Lorca - José de Jesús
- Mónika Sánchez - Diana
- Ernesto Laguardia - Bernardo Rivas
- Marisol Santacruz - Patricia
- Karla Talavera - Rosy
- Paty Thomas - Cecilia
- Gastón Tuset - Néstor Miranda
- Silvia Derbez - Milagros
- Rafael Bazán - Marito
- Giovan D'Angelo - Armando
- Manuel Guízar - Anaya
- Ramiro Huerta - Jerónimo
- Lucero León - Eugenia
- Abigaíl Martínez - Bertha
- Rodrigo Montalvo - Julián
- Maricarmen Vela - Zoila
- Luis de Gamba - Aníbal
- Eric del Castillo
- Ernesto Bretón - Leoncio
- Silvia Eugenia Derbez - Olga
- María del Carmen Ávila - Doble de Lucero
- Martha Itzel - Doble de Lucero
- Rocío Estrada - Ana Salas (joven)
- Claudia Gálvez - Beatriz
- Fernando Torre Lapham - Dr. Alcázar
- Claudio Sorel - Artemio Juárez
- Ana María Jacobo - Esperanza
- Arturo Paulet - Prisciliano
- Marco Iván Calvillo - Rubén
- Irene Arcila - Claudia
- Esteban Franco - Juvenal
- Arturo Munguía - Chofer
- Ricardo de Pascual
- Rocío Gallardo
- Genoveva Pérez
- Susana Lozano
- José Antonio Estrada - Pedro
- Rafael de Quevedo - Psiquiatra
- Pablo Montero - Óscar Hernández
- Enrique Muñoz
- Alejandro Ávila - Jorge
- Claudia Rojo - Mike
- José Antonio Ferral
- Jorge Cáceres
- Lorenza Hegewish
- Juan Felipe Preciado
- Silvia Pinal - Ella misma
- Leticia Calderón - Asistente de Silvia Pinal

## Equipo de producción
- Historia original - Jorge Lozano Soriano
- Adaptación - Carmen Daniels, Liliana Abud
- Co-adaptación - Tere Medina
- Escenografía - Juan Antonio Sagredo
- Diseño de vestuario - Tino Chezchitz
- Ambientación - Max Arroyo, Diana Riveramutio
- Diseño de imagen - Mike Salas
- Tema musical - Lazos de amor
- Autor - José Cantoral
- Intérprete - Lucero
- Musicalizador - Jesús Blanco
- Edición - Antonio Trejo, Juan José Franco
- Jefe de producción - Guillermo Gutiérrez
- Gerente de producción - Diana Aranda
- Productor asociado - Arturo Lorca
- Directora de cámaras en locación - Isabel Basurto
- Directora de escena en locación - Mónica Miguel
- Director de cámaras - Alejandro Frutos Maza
- Director de escena - Miguel Córcega
- Productora - Carla Estrada

## Banda sonora

### Lista de canciones
| #   | Título                           | Cantante/Escritor   | Duración |
| --- | -------------------------------- | ------------------- | -------- |
| 1.  | Lazos de amor                    | Lucero              | 3:24     |
| 2.  | Lazos de amor (Instrumental sax) | Rafael Pérez Botija | 4:24     |
| 3.  | Volvamos a empezar               | Lucero              | 3:43     |
| 4.  | Lazos de Amor (Reggae)           | Rafael Pérez Botija | 2:54     |
| 5.  | Déjame ir (Radio Remix)          | Lucero              | 5:00     |
| 6.  | Como perro al Sol                | Lucero              | 3:36     |
| 7.  | Caso Perdido                     | Lucero              | 3:28     |
| 8.  | Sobreviviré                      | Lucero              | 3:20     |
| 9.  | Los parientes pobres             | Lucero              | 4:07     |
| 10. | 24 Horas                         | Lucero              | 3:58     |
| 11. | Siempre contigo                  | Lucero              | 4:11     |
| 12. | Si tu llegarás a amarme          | Lucero              | 2:58     |

## Premios

### Premios Eres 1996
| Categoría          | Persona | Resultado |
| ------------------ | ------- | --------- |
| Mejor actriz joven | Lucero  | Ganadora  |

### Premios TVyNovelas 1996[1]
| Categoría                  | Nominado(a)                     | Resultado |
| -------------------------- | ------------------------------- | --------- |
| Mejor telenovela           | Carla Estrada                   | Ganadora  |
| Mejor actriz protagónica   | Lucero                          | Ganadora  |
| Mejor actor protagónico    | Luis José Santander             | Ganador   |
| Mejor primera actriz       | Marga López                     | Ganadora  |
| Mejor primer actor         | Guillermo Murray                | Nominado  |
| Mejor actriz de reparto    | Maty Huitrón                    | Nominada  |
| Mejor actor de reparto     | Otto Sirgo                      | Ganador   |
| Mejor actriz joven         | Karla Talavera                  | Nominada  |
| Mejor revelación masculina | Juan Manuel Bernal              | Nominado  |
| Mejor revelación masculina | Orlando Miguel                  | Nominado  |
| Lanzamiento masculino      | Orlando Miguel                  | Nominado  |
| Mejor tema musical         | "Lazos de amor"                 | Nominada  |
| Mejor dirección de cámaras | Isabel Basurto Alejandro Frutos | Ganadores |
| Mejor dirección de escena  | Miguel Córcega Mónica Miguel    | Ganadores |

## Versiones
- En el año 2016 la productora Angelli Nesma Medina lleva a la pantalla una nueva versión titulada Tres veces Ana protagonizada por Angelique Boyer en el personaje de las trillizas.